# Strong Woman Do Bong-soon
Strong Woman Do Bong-soon, (Hangeul: 힘쎈여자 도봉순; RR: Himssenyeoja dobongsun; FR : La femme forte, Do Bong-soon) est une série télévisée sud-coréenne diffusée entre le 24 février et le 15 avril 2017 tous les vendredis et samedis sur la chaîne JTBC, mettant en vedette Park Bo-young et Park Hyung Sik dans les rôles principaux,,.
La série a connu un succès commercial et est devenue l’un des dramas coréens les mieux notés de l’histoire de la télévision câblée coréenne.

## Synopsis
Do Bong-soon, une jeune fille issue du quartier de Do Bong de l'arrondissement Do Bong à Séoul, recherche activement du travail. Elle est née avec une force exceptionnelle qui est transmise de mère en fille dans sa famille depuis la nuit des temps. Mais elle doit employer ses pouvoirs à faire le bien, sans quoi, elle les perdra pour toujours et risque même de mourir. Un beau jour, elle voit par hasard un vieil homme se faire agresser par des gangsters et intervient. Ahn Min-hyuk, jeune entrepreneur à la tête de Ainsoft, une grande entreprise de jeux vidéos, passe dans la rue où se déroule la scène et découvre la force surnaturelle de Do Bong-soon qu'il embauche alors comme garde du corps. En effet ce dernier reçoit régulièrement des menaces de mort, est victime d'agressions et est surveillé par le maître chanteur qui menace de le tuer s'il ne refuse pas l'héritage de son père, une société très influente en Corée à la tête de laquelle son père désire le placer, ce qui crée des tensions au sein de la famille. Parallèlement, un meurtre et des enlèvements de jeunes filles ont lieu dans le quartier de Do Bong. L'enquêteur In Guk-doo, dont Do Bong-soon est secrètement amoureuse depuis le lycée, se démène pour trouver le coupable. Do Bong-soon et Ahn Min-hyuk se trouveront, contre leur gré, mêlés à cette affaire. L'inquiétude du peuple, grandit et le danger augmente, il faut agir vite, mais le criminel est rusé. S'ils veulent l'arrêter, les trois protagonistes devront s'allier malgré leurs différends.

## Distribution

### Acteurs principaux
- Park Bo-young : Do Bong-soon
  - Go Na-hee : La jeune Do Bong-soon

Une jeune femme née avec une force surhumaine héritée par sa famille, qui essaie d'utiliser son pouvoir pour le bien de l'humanité.
- Park Hyung-sik : Ahn Min-hyuk
  - Choi Seung-hoon : Le jeune Ahn Min-hyuk

Un Héritier Chaebol et PDG d’une société de gaming, il cache sa douleur par un comportement effronté dû à un passé relativement complexe.
- Ji Soo : In Guk-doo
  - Choi Min-young : Le jeune In Guk-doo

Un détective idéaliste et passionné de justice.
- Jang Mi-kwan : Le psychopathe kidnappeur Kim Jang-hyun

### Acteurs secondaires
L'entourage de Do Bong-soon
- Ahn Woo-yeon : Do Bong-ki
- Lee Hyo-dan : Le jeune Do Bong-ki, jumeau de Bong-soon
- Shim Hye-jin : Hwang Jin-yi, la mère de Bong-soon
- Yoo Jae-myung : Do Chil-goo, le père de Bong-soon
- Park Bo-mi : Na Kyung-shim, amie de Bong-soon
- Baek Soo-ryun : Dame Soon-shim, la grand-mère maternelle de Bong-soon
- Kim Mi-hee : La mère de Myung-soo
- Kim Soo-yeon : La mère de Jae-soon

L'entourage de Ahn Min-hyuk
- Jeon Seok-ho : Gong, le secretaire de Min-hyuk
- Han Jung-kook : Ahn Chul-do, le père Min-hyuk
- Kim Seong-beom : Ahn Dong-ha, le demi-frère de Min-hyuk
- Shim Hoon-gi : Ahn Dong-suk, ancien demi-frère de Min-hyuk
- Lee Se-wook : Ahn Kyung-hwan, le demi-frère de Min-hyuk

L'entourage de In Guk-doo
- Seol In-ah : Jo Hee-ji, la petite amie de Guk-doo
- Yoon Ye-hee : Jung Mi-hwa, la mère de Guk-doo

Équipe criminelle du poste de police de Do Bong
- Choi Moo-in : Chef d'équipe Yook
- Oh Soon-tae : Bulgom (Brown Bear)
- Joo Ho : Neokboi (Knock Boy)
- Choi Hyung : Heollaengyi (Hell Angel)
- Kim Won-suk :Dotbogi (Magnifying Glass)

Invité
- Yoon Sang-hyun : Charles Go
- Yoo In-soo : Kang-goo

## Distinctions
| Année | Prix                                  | Categorie                       | Nommé                 | Résultat | Ref.  |
| ----- | ------------------------------------- | ------------------------------- | --------------------- | -------- | ----- |
| 2017  | 53rd Baeksang Arts Awards             | Meilleure Actrice               | Park Bo-young         | Nommée   |       |
| 2017  | 53rd Baeksang Arts Awards             | Meilleur Nouvel Acteur          | Ji Soo                | Nommé    |       |
| 2017  | 12th Seoul International Drama Awards | Meilleure Mini-série            | Strong Girl Bong-soon | Nommée   | ,     |
| 2017  | 12th Seoul International Drama Awards | Meilleure Actrice               | Park Bo-young         | Nommée   | ,     |
| 2017  | 12th Seoul International Drama Awards | Actrice coréenne exceptionnelle | Park Bo-young         | Gagnante | ,     |
| 2017  | 1st The Seoul Awards                  | Meilleure Actrice               | Park Bo-young         | Gagnante | [ 7 ] |
| 2017  | 1st The Seoul Awards                  | Prix de popularité              | Park Hyung Sik        | Gagnant  | [ 8 ] |

## Diffusion internationale
- Thaïlande: Émission diffusée sur Channel 7 tous les samedis et dimanches à 9h45 à compter du 26 août 2017.
- Philippines: Émission diffusée à partir du 4 octobre 2017.
- Malaisie: Émission diffusée sur 8TV tous les mercredis et jeudis de 22h30 à 23h30 à partir du 2 juillet jusqu'au 17 septembre 2018.
- Singapour: Émission diffusée sur la chaîne de télévision câblée Hub VV Drama tous les samedis à 22h à partir du 24 mars 2018. Elle a également été diffusée tous les samedis et dimanches à 21h sur Channel U à compter du 13 octobre 2018.
- Sri Lanka: Disponible en streaming sur Iflix avec les sous-titres cinghalais et anglais.
- Dans le monde entier, diffusion sur les sociétés de diffusion Rakuten Viki, Viu, Netflix.